# Officine meccaniche Stigler

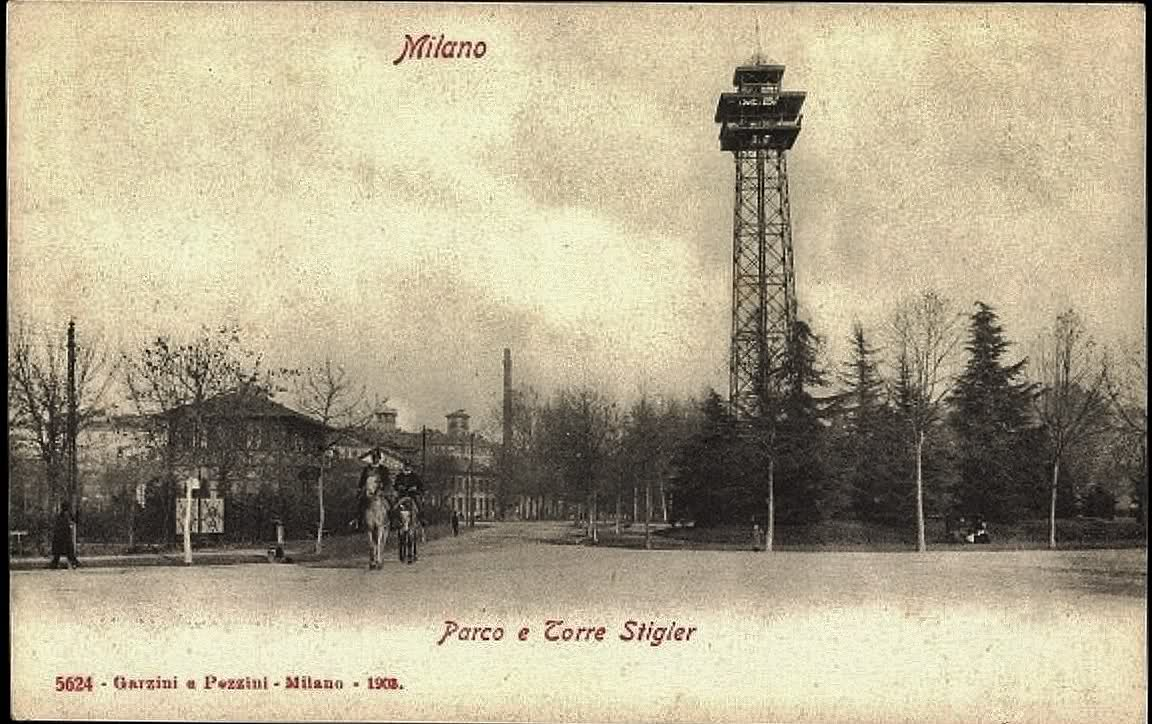
Milano, 1903: la Torre Stigler con lo sfondo delle case di viale Elvezia.

La Officine meccaniche Stigler è stata un'azienda meccanica italiana, fondata a Milano nel 1859. Fu la prima società costruttrice di ascensori italiana ed operò in vari settori, compreso quello automobilistico.

## Storia
L'azienda fu fondata a Milano nel 1859 dall'ingegnere tedesco Augusto Stigler. Laureatosi in ingegneria al Politecnico di Zurigo, pochi anni dopo la laurea si trasferì a Milano dove fondò una ditta per la costruzione macchinari elettrici e idraulici, quali pompe, ascensori e montacarichi.. Il primo ascensore adibito al trasporto di persone in Italia dalla ditta fu installato a Roma nel 1870 all'albergo Costanzi. Nel 1894 la Stigler costruisce una delle principali attrazioni delle "Esposizioni Riunite" di Milano: una torre alta 40 metri su cui era possibile salire per ammirare il panorama mediante un ascensore idraulico della portata di 10 persone. Definita all'epoca «una modesta ma non disprezzabile derivazione della famosa torre Eiffel di Parigi», la "Torre Stigler" venne infine demolita nel 1924.
Visto l'elevato livello tecnologico raggiunto nella progettazione e costruzione di motori elettrici, la Stigler cercò di ampliare la produzione verso il settore automobilistico. Il primo esperimento fu la presentazione, nel 1922, di un'autovettura elettrica dall'autonomia di 100 km con una velocità massima di 35 km/h, che veniva proposta in versione torpedo, con carrozzeria a due e quattro porte. In ritardo sulla produzione di auto elettriche milanesi del primo novecento e troppo in anticipo sui veicoli elettrici prodotti nella seconda guerra mondiale, la produzione della vetturetta Stigler venne presto abbandonata, dopo la costruzione di pochi esemplari. Il secondo tentativo si concentrò sul trasporto pubblico, realizzando nel 1933 un filobus, con la partecipazione dell'inglese Ransomes e alla Carrozzeria Macchi. Si trattava di un filobus a tre assi con 27 posti a sedere passeggeri, lungo circa 10 m, che venne messo in attività dall'ATM (Milano) sulla linea 82, con il n.301, rimanendo in servizio fino al 1966.
L'azienda passò di proprietà al figlio Augusto II Stigler, anch'esso ingegnere laureatosi al Politecnico di Milano, il quale sviluppò il primo ascensore elettrico nel 1898. Sempre nello stesso periodo iniziò la produzione di massa degli ascensori: nel 1910 erano in funzione circa 10000 ascensori Stigler, mentre vent'anni dopo ne erano attivi 35000.
La dittà passò quindi al nipote di Augusto Stigler, fino a quando nel 1947 fu acquistata dalla OTIS diventando Stigler-OTIS. All'epoca l'azienda aveva installato circa 45000 ascensori in tutto il mondo: da Rio de Janeiro a Seul, da Buenos Aires a Tokio, fino a Bombay e Il Cairo.